# Maulévrier-Sainte-Gertrude
Maulévrier-Sainte-Gertrude település Franciaországban, Seine-Maritime megyében. Lakosainak száma 1052 fő (2022. január 1.). Maulévrier-Sainte-Gertrude Louvetot, Bois-Himont, Rives-en-Seine, Saint-Arnoult és Saint-Gilles-de-Crétot községekkel határos.

## Népesség
A település népességének változása:
| Lakosok száma | 995  | 986  | 1001 | 987  | 1004 | 1000 | 1017 | 1035 | 1052 |
|               | 2013 | 2015 | 2016 | 2017 | 2018 | 2019 | 2020 | 2021 | 2022 |